# Viromet
Viromet este o companie producătoare de produse chimice din România, situată în zona de sud a orașului Victoria, din județul Brașov. Este deținută de grupul Interagro.
Compania folosește gazul metan ca materie primă.
Acțiunile companiei au fost tranzacționate la categoria de bază a pieței Rasdaq, sub simbolul VIRY,
până în septembrie 2009.
Număr de angajați:
- 2012: 560[4]
- 2009: 852[5]
- 1999: 1.780[4]

Cifra de afaceri:
- 2011: 27,6 milioane euro[4]
- 2008: 121 milioane lei (32,9 milioane euro)[6]

## Istoric
Orașul Victoria a apărut în jurul uzinei chimice UCEA, ridicată de un grup de cehi la poalele Munților Făgăraș, în anul 1937.
Primul cartier de case a apărut în 1948 și a fost numit Ucea Fabricii.
Abia în 1954 întreg ansamblul a fost botezat Victoria.
După ocuparea Cehoslovaciei de către naziști, uzina trece în proprietatea statului german, iar după al Doilea Război Mondial devine o societate mixtă, sovieto-română, SovromChim (directorii fiind sovietici), apoi Combinatul Chimic „I. V. Stalin”.
După destalinizare, uzina s-a numit Combinatul Chimic Victoria.
În octombrie 2004, Viromet a achiziționat firma Turnu SA din Turnu Măgurele,
care a devenit apoi Donau Chem
În decembrie 2007, Viromet Victoria a câștigat licitația pentru achiziția activelor celor cinci societăți de pe platforma Nitramonia Făgăraș. Prețul cu care a fost adjudecată licitația a fost de 33 de milioane RON, inclusiv TVA. În martie 2008, Viromet Victoria vinde 60% din acțiunile Nitramonia Făgăraș companiei elvețiene Gladwell pentru suma de 28 milioane Euro.